# Рогово (гміна, Рипінський повіт)
Гміна Рогово (пол. Gmina Rogowo) — сільська гміна у північній Польщі. Належить до Рипінського повіту Куявсько-Поморського воєводства.
Станом на 31 грудня 2011 у гміні проживало 4858 осіб.

## Площа
Згідно з даними за 2007 рік площа гміни становила 139.80 км², у тому числі:
- орні землі: 62.00%
- ліси: 26.00%

Таким чином, площа гміни становить 23.81% площі повіту.

## Населення
Станом на 31 грудня 2011:
| Опис     | Загалом | Загалом | Чоловіки | Чоловіки | Жінки | Жінки |
| -------- | ------- | ------- | -------- | -------- | ----- | ----- |
| одиниця  | осіб    | %       | осіб     | %        | осіб  | %     |
| все      | 4858    | 100     | 2452     | 50.47    | 2406  | 49.53 |
| міське   | 0       | 100     | 0        |          | 0     |       |
| сільське | 4858    | 100     | 2452     | 50.47    | 2406  | 49.53 |

## Сусідні гміни
Гміна Рогово межує з такими гмінами: Бжузе, Хростково, Рипін, Скемпе, Скрвільно, Щутово.